# Календар виборів 2022

Карта виборів 2022 року:
Президентські
Парламентські
Загальні
Референдуми
Референдуми та загальні вибори
Немає виборів та референдумів

Цей національний виборчий календар на 2022 рік включає перелік прямих національних / федеральних виборів, які були проведені 2022 року у всіх суверенних державах та залежних від них територіях. Також до списку включені національні референдуми.

## Розклад

### Січень
- 16 січня:  Сербія, конституційний референдум[1]
- 19 січня:  Барбадос, парламентські вибори[en][2]
- 23 січня:  Північний Кіпр, парламентські вибори[3]
- 30 січня:  Португалія, парламентські вибори[4]

### Лютий
- 6 лютого:  Коста-Рика, президентські (1-й тур) та парламентські вибори[en][5]
- 13 лютого:  Швейцарія, референдум[en]
- 27 лютого:  Білорусь, референдум[6]

### Березень
- 9 березня:  Південна Корея, президентські вибори[en][7]
- 12 березня:  Туркменістан, президентські вибори[8]
- 13 березня:  Колумбія, парламентські вибори[en][9]
- 19 березня:  Східний Тимор, президентські вибори (1-й тур)[en][10]

### Квітень
- 3 квітня:
  -  Коста-Рика, президентські (2-й тур)[en][11]
  -  Угорщина, парламентські вибори і референдум[en][12]
  -  Сербія, президентські та парламентські вибори [en][13]
- 9 квітня:  Гамбія, парламентські вибори[en][14]
- 10 квітня:
  -  Франція, президентські вибори (1-й тур)[15]
  -  Мексика, референдум[en][16]
  -  Південна Осетія (Грузія), президентські вибори (1-й тур)[en][17]
- 19 квітня:  Східний Тимор, президентські вибори (2-й тур)[en][18]
- 24 квітня:
  -  Франція, президентські вибори (2-й тур)[15]
  -  Словенія, парламентські вибори[19]

### Травень
- 8 травня:  Південна Осетія (Грузія), президентські вибори (2-й тур)[en][20]
- 9 травня:  Філіппіни, президентські вибори, Палати представників[en] та Сенату[en][21]
- 15 травня:
  -  Ліван, парламентські вибори[en][22]
  -  Швейцарія, референдум[en][23]
- 21 травня:  Австралія, вибори до Палата представників і Сенату[en][24]
- 29 травня:  Колумбія, президентські вибори (1-й тур)[en][25]

### Червень
- 1 червня:  Данія, референдум[26]
- 5 червня:  Казахстан, конституційний референдум[en][27]
- 12 червня:
  -  Франція, парламентські вибори (1-й тур)[28][29]
  -  Італія, референдум[en][30]
- 19 червня: 
  -  Колумбія, президентські вибори (2-й тур)[en][25][31]
  -  Франція, парламентські вибори (2-й тур)[32]
- 22 червня  Джерсі (Велика Британія), загальні вибори[en][33]
- 23 червня  Гренада, загальні вибори[en][34]
- 26 червня  Ліхтенштейн, референдум[en][35]

### Липень
- 4–24 липня:  Папуа Нова Гвінея, парламентські вибори[en][36]
- 10 липня:
  -  Республіка Конго, парламентські вибори (1-й тур)[en][37][38]
  -  Японія, парламентські вибори[en][39]
- 25 липня  Туніс, конституційний референдум[en][40]
- 31 липня: 
  -  Сенегал, парламентські вибори[en][41]
  -  Республіка Конго парламентські вибори (2-й тур)[en][42]

### Серпень
- 1 серпня:  Острови Кука (Нова Зеландія), загальні вибори[en][43]
- 5 серпня:  Сент-Кіттс і Невіс, парламентські вибори[en][44][45]
- 9 серпня:  Кенія, президентські  та парламентські вибори[en][46]
- 24 серпня:  Ангола, президентські та парламентські вибори[en][47]

### Вересень
- 4 вересня:  Чилі, конституційний референдум[en][48]
- 11 вересня:  Швеція, загальні вибори[48]
- 23–24 вересня:  Чехія, вибори до Сенату[en][49]
- 23–27 вересня:  Україна, незаконні референдуми[50][51]
- 24 вересня:  Науру, парламентські вибори[en][52]
- 25 вересня: 
  -  Куба, референдум[en]
  -  Італія, парламентські вибори[53]
  -  Сан-Томе і Принсіпі, парламентські вибори[en][54]
  -  Швейцарія, референдуми[en][23]
- 29 вересня:  Кувейт, парламентські вибори[en][55]

### Жовтень
- 1 жовтня:  Латвія, парламентські вибори[56]
- 2 жовтня:
  -  Боснія і Герцеговина, президентські та парламентські вибори[57]
  -  Бразилія, президентські (1-й тур) та парламентські вибори[en][58]
  -  Болгарія, парламентські вибори[59]
- 7 жовтня:  Лесото, парламентські вибори[en][60]
- 9 жовтня:  Австрія, президентські вибори[en][61][62]
- 13 жовтня:  Вануату, парламентські вибори[en][63][64][65]
- 23 жовтня:  Словенія, президентські (1-й тур)[66]

- 30 жовтня:  Бразилія, президентські вибори (2-й тур)[en][67]

### Листопад
- 1 листопада:
  -  Ізраїль, парламентські вибори[68]
  -  Данія, парламентські вибори[en][69]

- 8 листопада:  США, вибори до Палати представників та Сенату[70]
- 12 листопада:  Бахрейн, парламентські вибори[en][71]
- 13 листопада:  Словенія, президентські (2-й тур)[66]
- 19 листопада:  Малайзія, загальні вибори[en]

- 20 листопада: 
  -  Екваторіальна Гвінея, загальні вибори[en][72]
  -  Непал, парламентські вибори[en][73]
  -  Казахстан, президентські вибори[74]

- 26 листопада: 
  -  Тайвань (КНР) конституційний референдум[en][75]
  -  Словенія, референдум

### Грудень
- 6 грудня:  Домініка, загальні вибори[en]
- 8 грудня:  Фарерські острови (Данія), загальні вибори[en][76]
- 14 грудня:  Фіджі, загальні вибори[en][77]
- 17 грудня:  Туніс, парламентські вибори[en][40]